# Gerhard Reuschel
Gerhard Reuschel (* 23. September 1944 in Döbeln (Sachsen); † 9. Juni 2002 in Cottbus) war ein deutscher Offizier der Nationalen Volksarmee (NVA) der Deutschen Demokratischen Republik (DDR). Er war Generalmajor und Kommandeur der 1. Luftverteidigungsdivision. 

## Leben
Der Sohn eines Kaufmanns besuchte die Schule und legte im Jahre 1963 das Abitur ab. Er war Flugsportler der Gesellschaft für Sport und Technik (GST) und wurde am 1. September 1963 als Freiwilligenbewerber in die NVA einberufen. Er wurde Offiziersschüler und absolvierte bis 1967 eine Pilotenausbildung an der Offiziershochschule der Luftstreitkräfte/Luftverteidigung Franz Mehring in Kamenz. Dort wurde er Kandidat der Sozialistischen Einheitspartei Deutschlands und 1966 als Mitglied in die SED aufgenommen. Nach Beendigung der Ausbildung erfolgte 1967 die Ernennung zum Leutnant und die erste Truppenverwendung als Flugzeugführer/Oberflieger im Jagdfliegergeschwader 3 (JG-3). Danach schlossen die erste Führungsverwendung als Kettenkommandeur bis 1973 und der Einsatz als Geschwadersteuermann ebenfalls im JG-3 an. Im Anschluss wurde er von 1974 bis 1978 zum Hochschulstudium an die Militärakademie der Luftstreitkräfte „J. A. Gagarin“ in die Sowjetunion kommandiert. Nach der Rückkehr aus der Sowjetunion wurde Gerhard Reuschel zunächst bis 1980 Staffelkommandeur, danach bis 1982 Stellvertreter für fliegerische Ausbildung und schließlich von August 1982 bis Oktober 1986 Kommandeur des Jagdfliegergeschwaders-3. Im Jahre 1986 wurde Oberst Reuschel zum Divisionskommando der 1. Luftverteidigungsdivision (LVD) auf den Dienstposten Stellvertreter des Kommandeurs für Jagdfliegerkräfte versetzt. Am 1. Mai 1988 folgte seine Berufung zum Kommandeur der 1. LVD (Nachfolger von Alois Zieris)  und am 7. Oktober 1989 seine Ernennung zum Generalmajor. Mit der Auflösung der NVA am 2. Oktober 1990 wurde Reuschel entlassen.

## Auszeichnungen in der DDR
- Ehrentitel Verdienter Militärflieger der DDR (1987)
- Vaterländischer Verdienstorden in Bronze (1988)
- Kampforden „Für Verdienste um Volk und Vaterland“ in Bronze
- Verdienstmedaille der DDR
- Verdienstmedaille der Nationalen Volksarmee in Gold